# Porogadus melampeplus
Porogadus melampeplus är en fiskart som först beskrevs av Alcock, 1896.  Porogadus melampeplus ingår i släktet Porogadus och familjen Ophidiidae. Inga underarter finns listade i Catalogue of Life.